# Błagodatnoje (obwód tiumeński)
Błagodatnoje (ros. Благодатное) – wieś (dieriewnia) w Rosji, w obwodzie tiumeńskim, w rejonie kazańskim. W 2010 liczyła 287 mieszkańców.